# Cantó de Doudeville
El cantó de Doudeville és un cantó francès del departament del Sena Marítim, situat al districte de Rouen. Té 17 municipis i el cap és Doudeville.

## Municipis
- Amfreville-les-Champs
- Bénesville
- Berville
- Boudeville
- Bretteville-Saint-Laurent
- Canville-les-Deux-Églises
- Doudeville
- Étalleville
- Fultot
- Gonzeville
- Harcanville
- Hautot-Saint-Sulpice
- Prétot-Vicquemare
- Reuville
- Saint-Laurent-en-Caux
- Le Torp-Mesnil
- Yvecrique

## Història
| Data d'elecció                           | Identitat        | Partit                  | Qualitat |
| ---------------------------------------- | ---------------- | ----------------------- | -------- |
| 1945-19..                                | Jacques Loutrel  | MRP                     |          |
| 19..-197.                                | M. Lecomte       | Divers droite           |          |
| 197.-2001                                | Gérard Ducastel  | CD, després UDF-radical |          |
| 2001-2008                                | Louison Tartarin | Divers droite           |          |
| 2008-                                    | Erick Malandrin  | Alternance 76           |          |
| les dades anteriors no són pas conegudes |                  |                         |          |
|                                          |                  |                         |          |

## Demografia
| A partir de 1990: Població sense dobles comptes |